# Kara Jackson
Kara Jackson (Oak Park, Illinois, 2000) è una poetessa e cantautrice statunitense.
Jackson ha ottenuto il premio di Giovane Poeta Nazionale degli Stati Uniti nel 2019. I suoi versi sono apparsi su POETRY, Frontier Poetry, Rookie Mag, Nimrod Literary Journal, The Lily e Saint Heron .

## Pubblicazioni
- Bloodstone Cowboy (Haymarket Books, 2019) [4]

## Discografia
Album
- 2019 - A Song for Every Chamber of the Heart, un EP .[5]
- 2023 – Why Does the Earth Give Us People to Love?, album di debutto

## Riferimenti
1. ↑   poetryfoundation.org,  https://www.poetryfoundation.org/poets/kara-jackson.
2. ↑  https://www.pbs.org › newshour › brief › 405615 › kara-jackson
3. ↑   spokenword.oprfhs.org,  https://spokenword.oprfhs.org/kara-jackson.
4. ↑   poets.org,  https://poets.org/poet/kara-jackson.
5. ↑   karakarakara.com,  https://www.karakarakara.com/general-1.